# Pronous nigripes
Pronous nigripes är en spindelart som beskrevs av Lodovico di Caporiacco 1947. Pronous nigripes ingår i släktet Pronous och familjen hjulspindlar.
Artens utbredningsområde är Guyana. Inga underarter finns listade i Catalogue of Life.